# Gle Seudu
Gle Seudu är en kulle i Indonesien.   Den ligger i provinsen Aceh, i den västra delen av landet, 1 800 km nordväst om huvudstaden Jakarta. Toppen på Gle Seudu är 59 meter över havet.
Terrängen runt Gle Seudu är varierad. Havet är nära Gle Seudu västerut. Runt Gle Seudu är det ganska tätbefolkat, med 179 invånare per kvadratkilometer. Närmaste större samhälle är Banda Aceh, 8,1 km nordost om Gle Seudu. Trakten runt Gle Seudu består till största delen av jordbruksmark.